# Ozborn Rejnolds
Ozborn Rejnolds (engl. Osborne Reynolds; 23. avgust 1842 – 21. februar 1912), istaknuti irski inovator u razumevanju dinamike fluida. Osim toga, njegove studije prenosa toplote između čvrstih tela i fluida su donele poboljšanje u dizajnu kotlova i kondenzatora.

## Život
Ozborn Rejnolds je rođen u Belfastu, ali se ubrzo sa roditeljima preselio u Dedam u Eseksu. Njegov otac je radio kao direktor škole i sveštenik, ali je takođe bio i vrlo sposoban matematičar s velikim interesovanjem za mehaniku. Ozbornov otac je prijavio nekoliko patenata za poboljšanje poljoprivredne opreme, a sin ga smatra za svog glavnog učitelja kada je bio dečak. Ozborn je pohađao Univerzitet u Kembridžu i diplomirao 1867. s visokim ocenama iz matematike. Godine 1868, je imenovan za profesora inženjerstva na Ovensovom koledžu u Mančesteru, postavši jedan od prvih profesora u Ujedinjenom Kraljevstvu koji je imao naslov "Profesora inženjerstva". Ova profesura je bila novostvorena, finansirala ju je grupa industrijalaca iz mančesterske oblasti, koji su imali ulogu i u izboru 25-godišnjeg Rejnoldsa na tu poziciju.
Rejnolds je rano pokazao sposobnost i ljubav prema studijama mehanike. U poznim tinejdžerskim godinama, u godini pre nego što će otići na univerzitet, radio je kao šegrt u radionici Edvarda Hejza, poznatog brodograditelja u Stoni Stratfordu, gde je Rejnolds stekao praktično iskustvo u proizvodnji i opremanju priobalnih parobroda (i time rano uvideo praktični značaj razumevanja dinamike fluida). U godini nakon diplomiranja na Kembridžu, opet se zaposlio u inženjerskoj firmi, ovaj put kao građevinski inženjer u Londonskom (Krojdonskom) kanalizacionom sistemu.
Odabrao je da studira matematiku na Kembridžu jer, po sopstvenim rečima iz prijave za profesorsko mesto 1868.:
"Od mojih prvih sećanja imao sam neodoljivu naklonost prema mehanici i fizičkim zakonima na kojima je mehanika kao nauka zasnovana.... moja pažnja [je bila] privučena raznim mehaničkim pojavama, za čije je objašnjenje, kako sam otkrio, poznavanje matematike suštinsko."
Rejnolds je do kraja karijere ostao na koledžu Ovens (1880. preimenovan u Univerzitet u Mančesteru). Izabran je u Kraljevsko društvo (Royal Society) 1877, dobio je Kraljevsku medalju 1888. Penzionisao se 1905. and died of influenza 21 February 1912 at Watchet in Somerset.  He was buried at the Church of St Decuman, Watchet.

## Mehanika fluida
Rejnolds je najpoznatiji po proučavanju uslova pod kojima tok fluida u cevima prelazi iz laminarnog u turbulentni tok. Iz ovih eksperimenata je proistekao bezdimenzioni Rejnoldsov broj za dinamičku sličnost, koji predstavlja odnos inercijalnih prema vizkoznim silama. Rejnolds je takođe predložio ono što se danas naziva Rejnoldsovim usrednjavanjem turbulentnog toka, prema kojem se veličine, poput brzine, izražavaju zbirom srednje vrednosti i fluktuacionih komponenti. Takvim pristupom je omogućen opis turbulentnog toka, npr. korišćenjem Navije-Stoksove jednačine sa Rejnoldsovom srednjom vrednošću (RANS)
Radove iz dinamike fluida je objavljivao od ranih 1870-tih. Njegov konačni teoretski model je objavljen sredinom 1890-tih i još uvek je standardni matematički okvir. Evo primera nekih značajnijih radova:
Poboljšanja aparature za dobijanje pokretačke snage iz fluida a takođe i za podizanje ili potiskivanje fluida (1875)
Eksperimentalno ispitivanje okolnosti koje određuju hoće li kretanje vode u paralelnim prolazima [kanalima] biti direktno ili vijugavo, te zakona otpora u paralelnim prolazima. (1883)
O dinamičkoj teoriji nestišljivih viskoznih fluida i određivanju kriterijuma. (1895)
Rejnoldsov doprinos mehanici fluida nije promakao projektantima brodova ("mornaričkim arhitektima"). Mogućnost da se napravi umanjeni model broda i na osnovu njega dobiju podaci upotrebljivi za brod u punoj veličini, zavisi direktno od opitne primene Rejnoldsovih principa turbulencije na proračune otpora trenja, pored primene Frudovih teorija o uticaju gravitacije na kretanje fluida (v. Frudov broj). I Rejnolds je objavio nekoliko radova od dizajnu broda u Poslovima institucije Mornaričkih arhitekata.

## Ostala dela
Rejnolds je objavio oko sedamdeset izveštaja o istraživanjima na polju nauke i inženjerstva. Kada su oni ponovo objavljeni krajem njegove karijere, zauzeli su tri toma. Osim dinamike fluida, radio je i na termodinamici, kinetičkoj teoriji gasova, kondenzaciji pare, brodskim pogonima tipa propelera (zavrtnja), kao i turbine, hidrauličkim kočnicama, hidrodinamičkom podmazivanju i laboratorijskoj aparaturi za bolje merenje Džulovog mehaničkog ekvivalenta toplote.

## Bibliografija
- „An experimental investigation of the circumstances which determine whether the motion of water shall be direct or sinuous, and of the law of resistance in parallel channels”. Proceedings of the Royal Society of London. 35 (224-226): 84—99. 1883. Bibcode:1883RSPS...35...84R.
- „On the dynamical theory of incompressible viscous fluids and the determination of the criterion” (PDF). Proceedings of the Royal Society of London. 56 (336-339): 40—45. 1894.
- Papers on mechanical and physical subjects. Vol 1. Cambridge. 1900.
- Papers on mechanical and physical subjects. Vol 2. Cambridge. 1901.
- Papers on mechanical and physical subjects. Vol 3. Cambridge. 1903.
- The Sub-Mechanics of the Universe. Cambridge. 1903.
- „On the dilatancy of media composed of rigid particles in contact. With experimental illustrations”. Philosophical Magazine. Series 5. 20 (127): 469—481. 1885. ISSN 1941-5982. doi:10.1080/14786448508627791.
- „On Certain Dimensional Properties of Matter in the Gaseous State. Part I. Experimental Researches on Thermal Transpiration of Gases through Porous Plates and on the Laws of Transpiration and Impulsion, Including an Experimental Proof That Gas is Not a Continuous Plenum. Part II. On an Extension of the Dynamical Theory of Gas, Which Includes the Stresses, Tangential and Normal, Caused by a Varying Condition of Gas, and Affords an Explanation of the Phenomena of Transpiration and Impulsion” (PDF). Philosophical Transactions of the Royal Society of London. 170: 727—845. 1879. ISSN 0261-0523. doi:10.1098/rstl.1879.0078.
- Memoir of James Prescott Joule. Cambridge University Press. 2011 [1892]. ISBN 978-1-108-02880-6.

## Literatura
- Allen, Jack; McDowell, Donald Malcolm; Jackson, J. D. (1970). Osborne Reynolds and Engineering Science Today: Papers Presented at the Osborne Reynolds Centenary Symposium, University of Manchester, September 1968. Manchester University Press. ISBN 978-0-7190-0376-9.
- Berthe, D.; Dowson, D.; Godet, M.; Taylor, C.M. (1987). Fluid Film Lubrication – Osborne Reynolds Centenary. Elsevier. ISBN 978-0-08-087575-0.
- Bird, R. Byron; Stewart, Warren E.; Lightfoot, Edwin N. (2006). Transport Phenomena. John Wiley & Sons. ISBN 978-0-470-11539-8.
- Dusenbery, David B. (2009). Living at Micro Scale. Cambridge, Massachusetts: Harvard University Press. ISBN 9780674031166.
- Dwivedi, P. N. (1977). „Particle-fluid mass transfer in fixed and fluidized beds”. Industrial & Engineering Chemistry Process Design and Development. 16 (2): 157—165. doi:10.1021/i260062a001.
- Ehrenstein, Uwe; Eloy, Christophe (2013). „Skin friction on a moving wall and its implications for swimming animals” (PDF). Journal of Fluid Mechanics. 718: 321—346. Bibcode:2013JFM...718..321E. ISSN 0022-1120. S2CID 56331294. doi:10.1017/jfm.2012.613. Архивирано из оригинала (PDF) 2019-03-02. г.
- Falkovich, Gregory (2018). Fluid Mechanics. Cambridge University Press. ISBN 978-1-107-12956-6.
- Fox, R. W.; McDonald, A. T.; Pritchard, Phillip J. (2004). Introduction to Fluid Mechanics (6th изд.). Hoboken: John Wiley and Sons. стр. 348. ISBN 978-0-471-20231-8.
- Holman, J. P. (2002). Heat Transfer (Si Units изд.). McGraw-Hill Education (India) Pvt Limited. ISBN 978-0-07-106967-0.
- Incropera, Frank P.; DeWitt, David P. (1981). Fundamentals of heat transfer. New York: Wiley. ISBN 978-0-471-42711-7.
- Lissaman, P. B. S. (1983). „Low-Reynolds-Number Airfoils”. Annu. Rev. Fluid Mech. 15 (15): 223—39. Bibcode:1983AnRFM..15..223L. CiteSeerX 10.1.1.506.1131 . doi:10.1146/annurev.fl.15.010183.001255.
- Los, Cornelis (2006). Financial Market Risk: Measurement and Analysis. Routledge. ISBN 978-1-134-46932-1.
- Manneville, Paul; Pomeau, Yves (25. 3. 2009). „Transition to turbulence”. Scholarpedia. 4 (3): 2072. Bibcode:2009SchpJ...4.2072M. doi:10.4249/scholarpedia.2072 .
- Patel, V. C.; Rodi, W.; Scheuerer, G. (1985). „Turbulence Models for Near-Wall and Low Reynolds Number Flows—A Review”. AIAA Journal. 23 (9): 1308—1319. Bibcode:1985AIAAJ..23.1308P. doi:10.2514/3.9086.
- Potter, Merle C.; Wiggert, David C.; Ramadan, Bassem H. (2012). Mechanics of Fluids (4th, SI units изд.). Cengage Learning. ISBN 978-0-495-66773-5.

## Spoljašnje veze
- O'Connor, John J.; Robertson, Edmund F. „Ozborn Rejnolds”. MacTutor History of Mathematics archive. University of St Andrews.